# Phalacrus acaciae
Phalacrus acaciae is een keversoort uit de familie glanzende bloemkevers (Phalacridae). De wetenschappelijke naam van de soort werd in 1861 gepubliceerd door Xavier Montrouzier.